# Jemeil Rich
Jemeil Rich, né à Gary (États-Unis) le 31 janvier 1975, est un ancien joueur américain de basket-ball.

## Carrière

### Universitaire
- 1994-1997 :  Université Southern Methodist (NCAA)

### Clubs
- 1998-1999 :  Dallas Express
- 1999-2000 : 
  -  Sakalai Vilnius (LKL)
  -  Alytaus Alytus (LKL)
- 2000-2001 :  Lugano Tigers (1er division)
- 2001-2002 :  Pastificia di Nola Napoli (Lega A)
- 2001-2002 :  Premiata Montegranaro (Lega A)
- 2002-2003 :  Steelheads de Gary (CBA)
- 2003-2004 :  ASVEL Villeurbanne (Pro A)
- 2004-2005 :  Steelheads de Gary (CBA)
- 2005-2006 :  Skyforce de Sioux Falls (CBA)
- 2005-2006 :  Chorale Roanne Basket (Pro A)
- 2006-2007 :  Francfort (Basketball-Bundesliga)

## Palmarès
- Champion de Suisse en 2001 avec Lugano